# عملية فيزرأوبونغ
عملية فيزرأوبونغ (بالألمانية: Unternehmen Weserübung) هي التسمية الرمزيّة للعملية الألمانيّة العسكريّة حيث قامت القوات الألمانية النازية في صبيحة يوم 9 أبريل 1940 بمهاجمة الدنمارك والنرويج كمناورة وقائية ضد أي خطّة من بريطانيا العظمى وفرنسا من شأنها عزل ألمانيا عن المحيط الأطلسي وفرض حصار عليها. كذلك كانت الخطّة الألمانية تهدف لتأمين خام الحديد لمصانع الأسلحة الألمانية في كيرونا السويدية عبر نافاك النرويجية. بعد نجاح الغزو الألماني، مندوبون ألمان أكّدوا أن القوات الألمانية أتت لحماية حياد هذه الدول ضد خطّة بريطانية-فرنسية مشتركة للسيطرة عليهما. رغم أن المندوبون عرضوا على الدنمارك والنرويج الاستسلام فوراً وبقائهما على الحياد مقابل تأمين سلامتهما الإقليمية وصون إستقلالهما السياسي. استطاعت القوات الألمانية من السيطرة على الدنمارك بعد 4 ساعات من الاجتياح لكن بقيت النرويج 63 يوماً تُقاتل رغم سقوط العاصمة وأهم المدن النرويجية الجنوبية بأيدي الألمان. ورغم استسلام الدنمارك إلا أن القادة الألمان بقيادة المخطط نيكولاس فون فانكينهورست رأوا أنه لا مناص من غزو الدنمارك بهدف التوجه نحو النرويج وحماية الرايخ الألماني.

## معركة نارفيك
في معركة نارفيك هُزم الألمان للمرة الأولى أمام المقاومة النرويجية والبريطانية لكنهم استعادوا قواهم وأنهوا الحملة النرويجية بانتصارهم واستسلام النرويج يوم 10 يونيو 1940.ودارت بالتزامن مع الحملة النرويجية معركة فرنسا حيث كان انتصار الألمان على الفرنسيين وشيكاً حتى استسلمت فرنسا يوم 25 يونيو بعد 15 يوما فقط من احتلال النرويج.

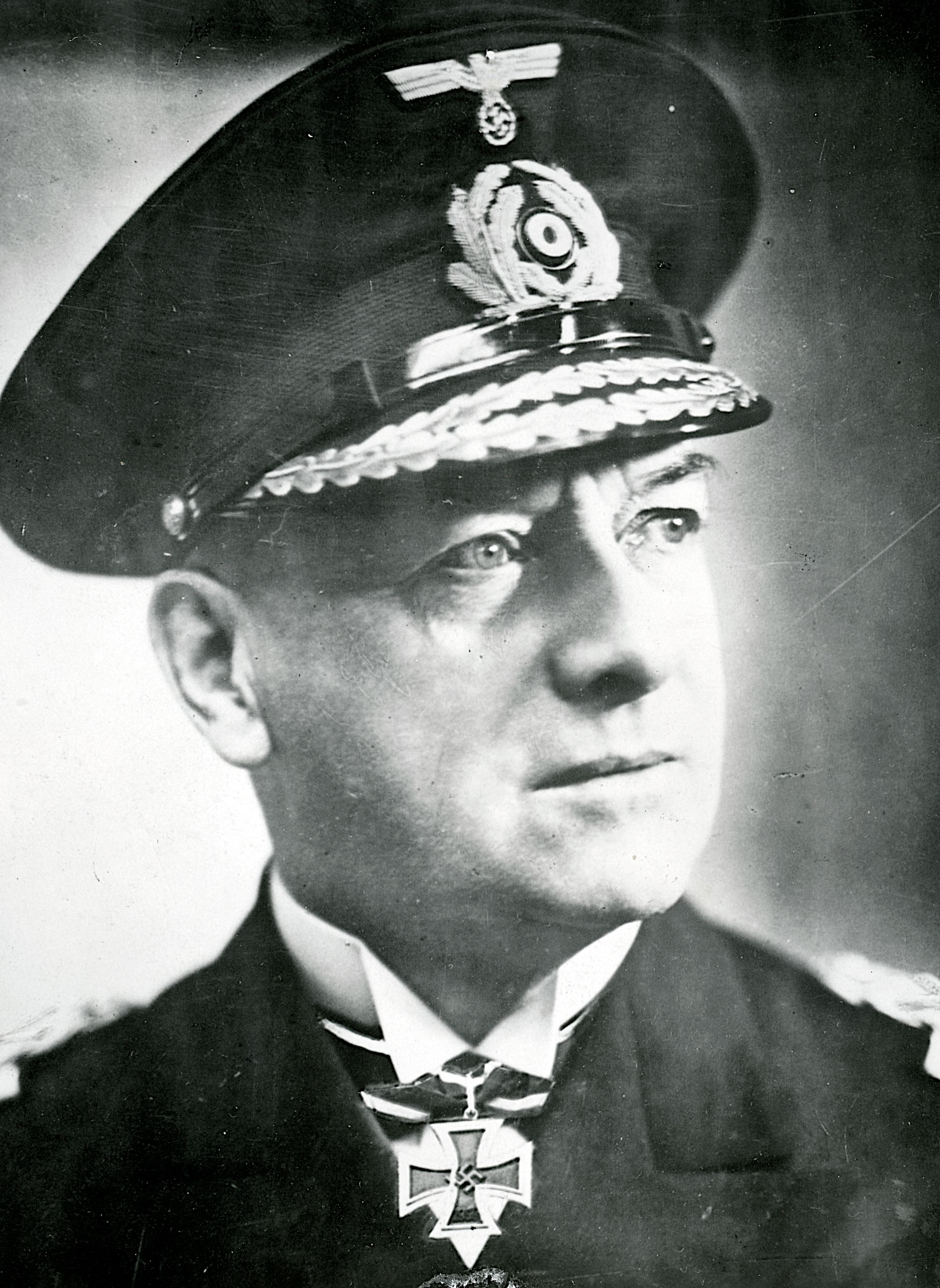
المشير بحري إريك رايدر قائد ألمانيا النازية في عملية فيزروبونغ.